# Palazzo 'Abidin
Palazzo 'Abidin (in arabo قصر عابدين‎?, Qaṣr ʿĀbidīn) è un palazzo storico del Cairo e una della residenze presidenziali dello Stato egiziano, dopo aver svolto la funzione di residenza reale nel periodo monarchico. È situato su Piazza ʿĀbidīn, alla confluenza con Shāriʿ Qaṣr al-Nīl, nella parte orientale del centro storico della capitale egiziana.

## Caratteristiche
Edificato sul sito di un piccolo palazzo appartenente ad Abidin Bey (il Palazzo prende il suo nome da questo Ispettore Militare attivo sotto Muhammad Ali, è considerato una delle più sontuose strutture palaziali del mondo per quanto riguarda la profusione di ornamenti, pitture, e il gran numero di orologi, sparsi nei saloni e nelle ali del Palazzo, molti dei quali decorato in oro puro. Costruito dal Chedivè Ismāʿīl, per diventare la sede del governo al posto della Cittadella del Cairo (che era stato il centro del potere per secoli), questo Palazzo è stato usato anche per eventi e cerimonie ufficiali.
Costruzione avviata nel 1863 e proseguita per 10 anni, il Palazzo fu inaugurato ufficialmente nel 1874. Eretto su un'area di 24 feddān, esso fu disegnato dall'architetto francese Léon Rousseau con il concorso di un gran numero di decoratori egiziani, italiani, francesi e turchi ottomani. Tuttavia i suoi giardini furono aggiunti solo nel 1921, all'epoca del Sultano Fuʾād I, su un'area complessiva di 20 feddān. Il costo del palazzo ammontò a 700.000 lire egiziane dell'epoca, oltre a 2 milioni necessari per gli ornamenti. Ulteriori spese furono richieste per le modifiche imposte, i restauri e il mantenimento dai successivi sovrani e Presidenti della Repubblica.

Il Palazzo conta 500 stanze.
Le decorazioni del palazzo furono condotte dal faentino Ludovico Bellenghi.

## Museo
Il Palazzo oggi è in parte un museo. I piani più alti (antica residenza delle famiglie reali) sono riservati a personalità straniere ospiti del governo egiziano. I piani più bassi sono occupati dal Museo dell'argento, dal Museo delle armi (in arabo متحف الأسلحة‎?, Matḥaf al-asliḥa) dal Museo delle famiglie reali e dal Museo dei doni di Stato ricevuti dai Presidenti della Repubblica. Un museo più recente, il Museo dei documenti storici, è stato inaugurato nel gennaio del 2005. Tra gli altri documenti conservati figurano il Firmano Imperiale che istituiva il governo nel Paese di Muhammad Ali e della sua discendenza e un certificato dell'ordine della Corona di Ferro, emesso dall'effimero Regno di Araucanía e Patagonia sudamericano.